# Waging am See

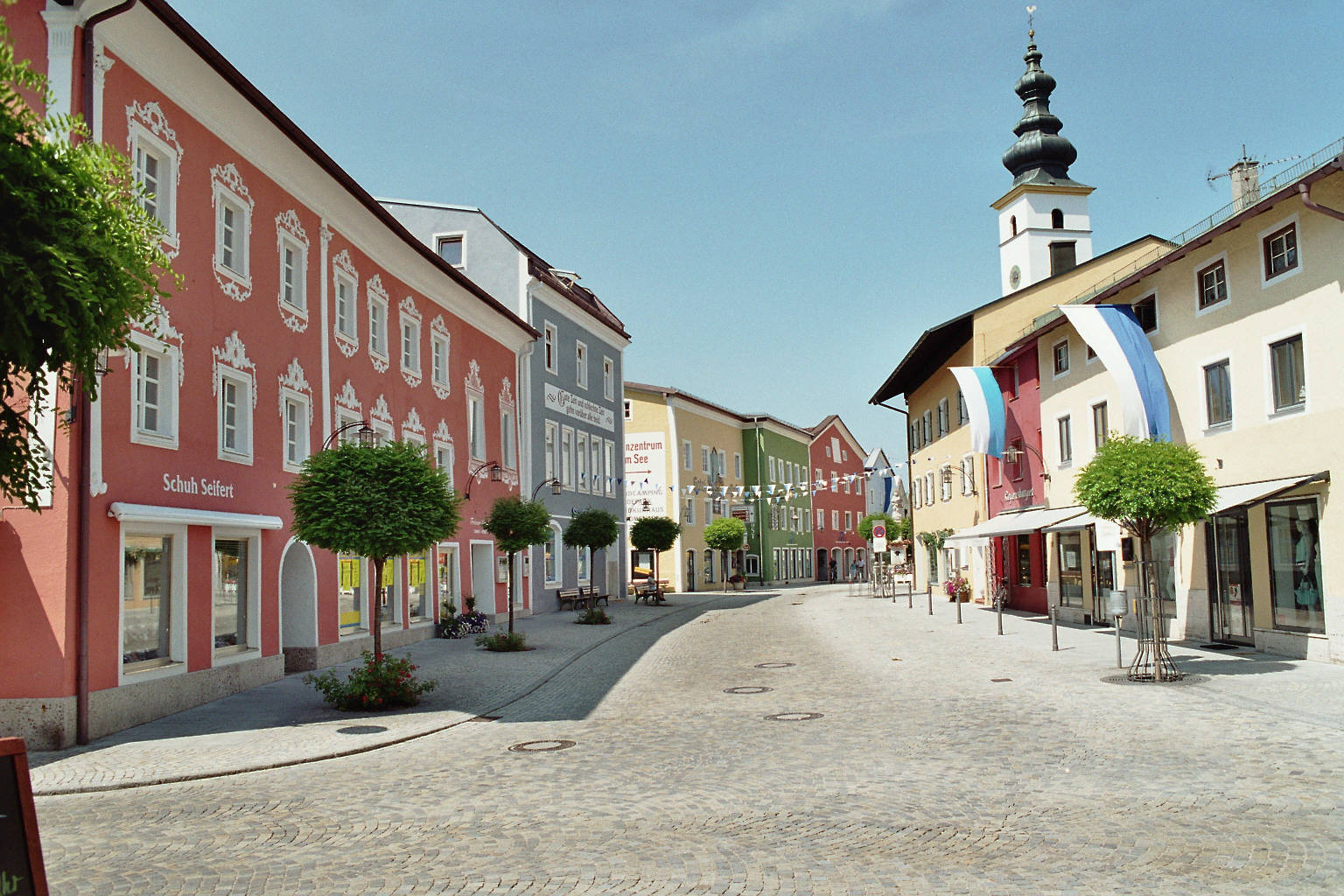
Waging am See

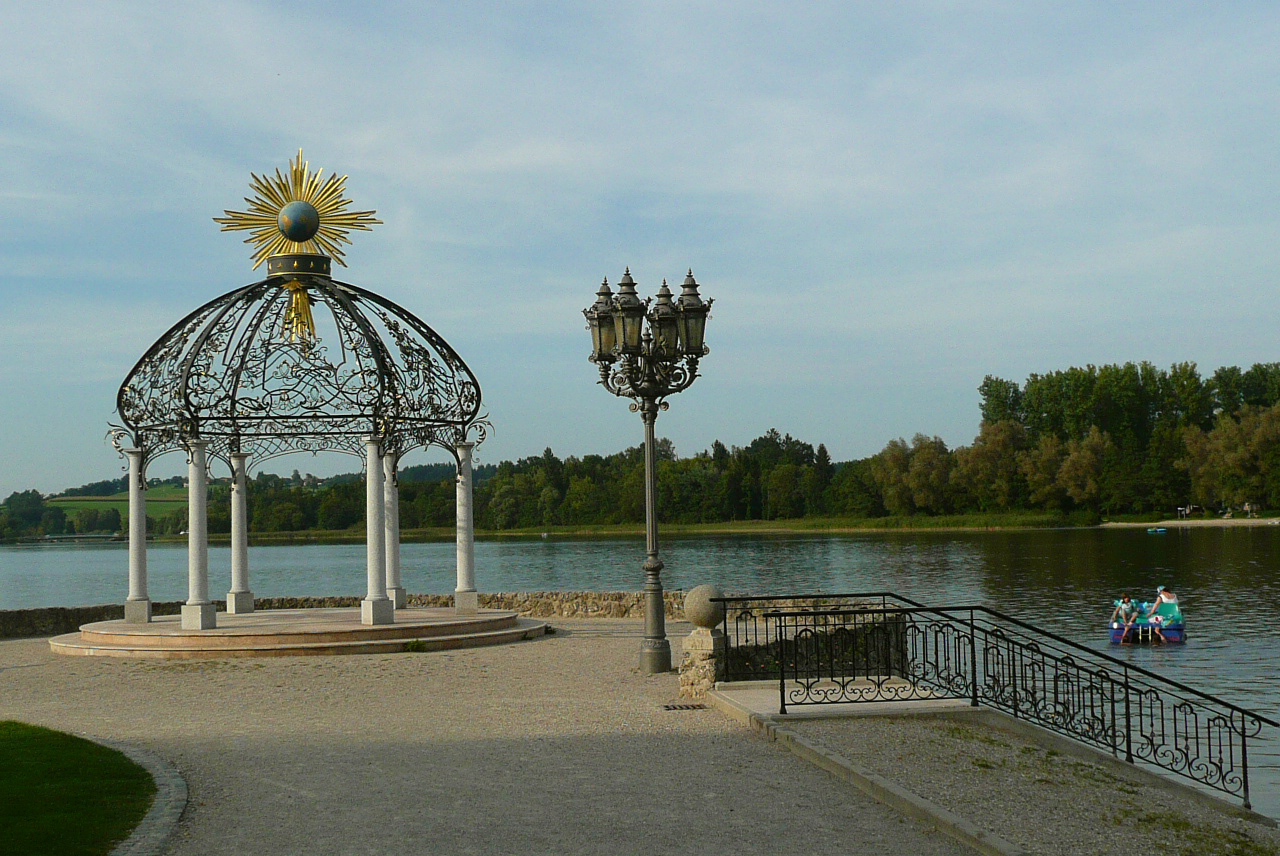
Strandpromenade in Waging am See

Waging am See (amtlich: Waging a.See) ist ein Markt im oberbayerischen Landkreis Traunstein und der Sitz der Verwaltungsgemeinschaft Waging am See. Der Luftkurort liegt am Waginger See.

## Geographie

### Geographische Lage
Waging liegt westlich des Waginger Sees. Die Bezeichnung „am See“ ist dabei geographisch etwas irreführend. Durch die Tieferlegung der Götzinger Achen, die dem Südende des Sees bei Petting entströmt, sank der Seespiegel im Jahre 1867 um zwei Meter, so dass Waging nun etwas vom Seeufer abgerückt ist.
Waging liegt im Rupertiwinkel, der im Gegensatz zum übrigen ehemals Salzburger Territorium 1816 weiterhin bei Bayern blieb.

### Gemeindegliederung
Es gibt 122 Gemeindeteile:
- Aglassing
- Aich
- Alperting
- Angerpoint
- Au
- Biburg
- Bicheln
- Blindenau
- Breitenloh
- Bretterleiten
- Buch
- Bucheck
- Buchwinkel
- Dankerting
- Dieperting
- Dobelgraben
- Dopplmühl
- Ebing *
- Egg
- Eibl
- Eichau
- Eichberghof
- Elsenloh
- Falkenbuch
- Feichten
- Fisching
- Forst
- Freimann
- Froschham
- Füging
- Gaden
- Garscham
- Gastag
- Geismühle
- Gepping
- Gessenberg
- Graben
- Großreut
- Großscherzhausen
- Guggenberg
- Hahnbaum
- Halmberg
- Harmannschlag
- Haslach
- Hausleiten
- Hausstätt
- Hinterbuch
- Hinterreit
- Hirschbuch
- Hirschhalm
- Hochreit
- Höhenberg
- Höllhaslach
- Holzhausen
- Holzleiten
- Igelsbach
- Jakobspoint
- Jettenleiten
- Kainz
- Kammering
- Kleeham
- Kleinscherzhausen
- Kohlbrenner
- Krautenberg
- Leopoldsberg
- Lohschuster
- Lug
- Mauerlohen
- Mayerhofen
- Miesenböck
- Mittermühle
- Molbaum
- Moos
- Mooshäuser
- Mühlberg
- Nirnharting
- Nothbicheln
- Oberaschau
- Oberleiten
- Oberstefling
- Obervockling
- Öd im Forst
- Oed
- Otting
- Parschall *
- Partenhausen
- Pasee
- Plattenberg
- Plosau
- Rendlmühle
- Ropferding
- Scharmeß
- Schnöbling
- Schönthal
- Schuhegg *
- Schuster am See
- Seeleiten
- Seiboldhof
- Sprinzenberg
- Starz
- Steppach
- Sterfling
- Straß
- Tettelham
- Tettenberg
- Tettenhausen
- Thal
- Unteraschau
- Unterholzen *
- Unterropferding
- Unterschönthal
- Unterstefling
- Untervockling
- Waging am See
- Waldhäusl
- Weidach
- Weitmoos
- Wendling
- Wildenhofen
- Wintermoning
- Wolfsberg
- Zözenberg

## Geschichte

### Bis zur Gemeindegründung
Waging ist eine Gründung der Bajuwaren. Der frühbairische Ortsname „Uuaginga“ bedeutet „bei den Leuten des Uuago“. Uuago (Wago) war der Anführer der Siedler. Der Ort Waging erscheint erstmals um 712, als der bairische Herzog Theotbert das Dorf dem Kloster Nonnberg in Salzburg schenkt. Diese Schenkung ist in dem Salzburger Güterverzeichnis „Notitia Arnonis“ (erstellt 788–790) verzeichnet. Durch die so genannte untere Salzstraße, die von Reichenhall aus durch Waging nach Wasserburg am Inn führte, war Waging bereits im Mittelalter ein wohlhabender Ort und gehörte zum Erzstift Salzburg. Im 14. Jahrhundert erhielt es das Marktrecht. Im Jahre 1685 wurde Waging Sitz eines salzburgischen Pfleggerichts. Im Jahre 1805 kurz habsburgisch, gehört Waging seit 1810 zu Bayern. Im Jahre 1818 entstand die politische Gemeinde, die zum Landgericht Laufen und ab 1862 zum Bezirksamt Laufen gehörte.

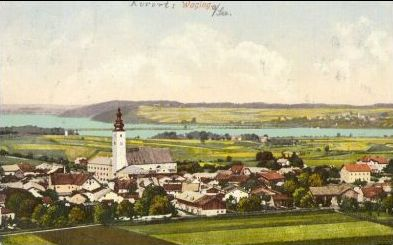
Waging und Waginger See auf Postkarte von 1900

### 20. und 21. Jahrhundert
Am 1. Januar 1939 wurde im ganzen Deutschen Reich die Bezeichnung Landkreis eingeführt und so aus dem Bezirksamt Laufen der nunmehr für die Marktgemeinde zuständige Landkreis Laufen.
Im Mai 1945 gab es in Waging Rückzugsgefechte deutscher Militärs. Nach 1945 nahm Waging viele Heimatvertriebene auf.
Mit der Gebietsreform wurde der Ort am 1. Juli 1972 ein Teil des Landkreises Traunstein. Aufsehen erregte die Wahl des Grünen Sepp Daxenberger zum Waginger Bürgermeister im Jahr 1996, der damit der erste grüne Bürgermeister Bayerns war und der bis April 2008 im Amt blieb. Er war zuvor zwölf Jahre lang zweiter Bürgermeister gewesen.
Waging etablierte sich seither als Erholungs- und Ferienort.

### Eingemeindungen
Am 1. Januar 1970 wurden bei der Gebietsreform in Bayern die Gemeinden Gaden und Nirnharting eingegliedert. Am 1. Januar 1972 kamen Otting und Tettenhausen hinzu. Freimann folgte am 1. Juli 1972.

### Einwohnerentwicklung
Zwischen 1988 und 2018 wuchs der Markt von 5353 auf 7004 um 1651 Einwohner bzw. um 30,8 %. Mit Stand 30. September 2022 sind es 7127 Einwohner.

## Politik

### Marktgemeinderat
Seit der vergangenen Kommunalwahl am 15. März 2020 setzt sich der Marktgemeinderat folgendermaßen zusammen:
- Freie Wähler: 7
- CSU: 6
- Grüne und Bürgerliste: 4
- ÖDP und Parteifreie Wähler: 3

### Bürgermeister
Erster Bürgermeister ist Matthias Baderhuber (CSU). Er wurde am 17. Februar 2019 mit 71 % der Stimmen zum Nachfolger von Herbert Häusl (Freie Wähler) gewählt, der bei der Kommunalwahl 2008 mit 62,4 % der Stimmen gewählt wurde. Bei der Kommunalwahl 2014 wurde er mit 58,30 % wiedergewählt. Sein Vorgänger war von 1996 bis 2008 Sepp Daxenberger (Bündnis 90/Die Grünen).

### Wappen
|  | Blasonierung: „In Blau auf grünem Boden der silbern nimbierte, golden gerüstete heilige Martin auf schwarz gezäumten silbernem Ross, der mit dem silbernen Schwert ein Stück seines roten Mantels dem auf dem Boden sitzenden Bettler zuteilt.“ |
|  | |

## Kultur und Sehenswürdigkeiten

### Bauwerke
- Bajuwarenmuseum Waging am See
- Schlossberg von Tettelham
- Schloss Gessenberg
- Katholische Pfarrkirche St. Martin
- Katholische Filialkirche St. Rupertus in Gaden
- Katholische Wallfahrtskirche Mariä Heimsuchung in Mühlberg

### Bodendenkmäler
- Burgruine Obertettelham
- Burgstall Halmberg

### Sport und Freizeit

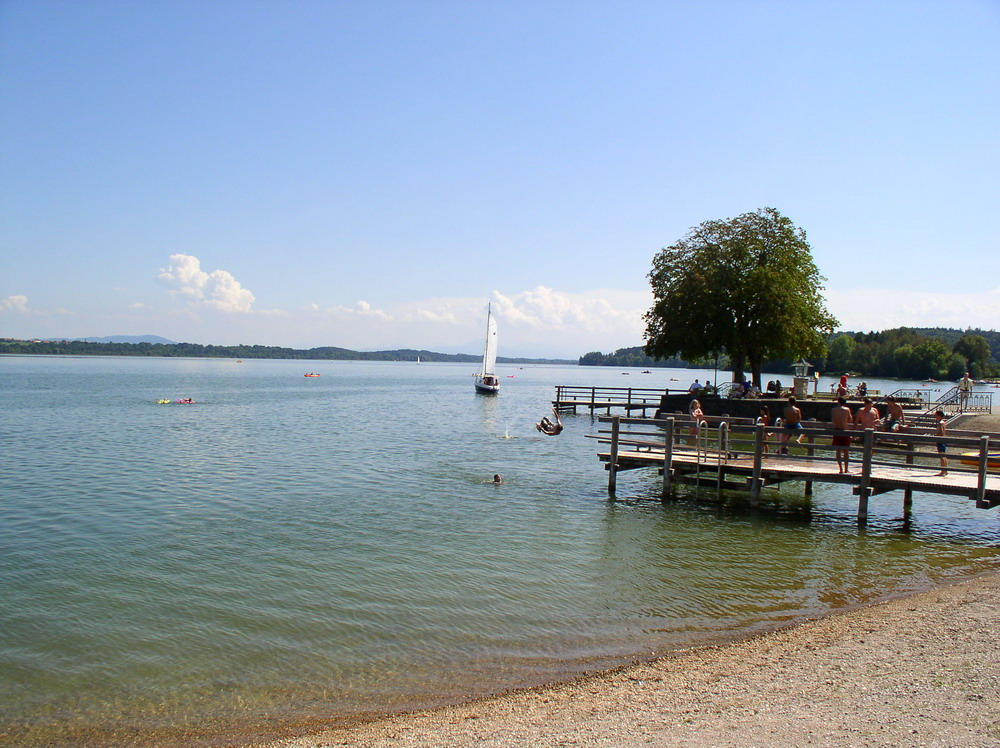
Der Waginger See

Am Waginger See, der 6,2 km lang und bis zu 1,7 km breit ist, liegen mehrere Campingplätze, wie z. B. das Strandcamp, der Schwanenplatz oder Camping Gut Horn. In der näheren Umgebung bietet sich die Möglichkeit für zahlreiche Freizeitaktivitäten: Wanderungen, Alm- und Bergtouren, Angeln, Bootsverleih, Golfplatz und -schule, Wintersport, Minigolf, Segel- und Surfschule, Skatepark, Trimmpfad, Kneippanlage, Tennishalle und -platz, Beachvolleyball und Fußball. Außerdem befindet sich der Waginger Ruderverein am See.
Seit 2008 veranstaltet der TSV 1888 Waging alljährlich mit Start und Ziel am Strandkurhaus den Waginger-See-Triathlon, der trotz stetig gesteigerter Kapazitäten in den letzten Jahren immer frühzeitig ausgebucht war.
Waging dient als Ausgangspunkt für den Bajuwaren-Radweg und liegt auf der Strecke des Radpilgerweges Benediktweg, der im August 2005 eröffnet wurde.

## Wirtschaft und Infrastruktur

### Infrastruktur

#### Verkehr

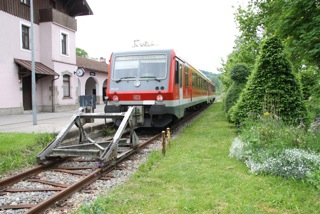
Haltepunkt Waging

Waging ist Endhaltepunkt der Bahnstrecke Traunstein–Waging. Zudem hat Waging einen Anschluss an die Bundesautobahn 8.

#### Energie- und Wasserversorgung
Die Gemeindewerke Waging betreiben das örtliche Strom- und Wassernetz. Ein Biomasseheizwerk versorgt ein Wärmenetz.

### Wirtschaft
Im Zentrum von Waging hat die Bergader Käserei eine Produktion. Zudem ist Waging ein Ort für Tourismus wegen der Nähe zu den Alpen und des Sees.

#### Ansässige Unternehmen
- Bootswerft Mader
- Bergader Privatkäserei
- Gemeindewerke Waging
- Glaserei Bogner
- Werkmarkt Waging
- Autowelt Beer GmbH & Co. KG
- Marohl Wintergarten GmbH
- Hotel Wellnessgarten
- Strandcamping Waging am See
- Unterwirt Waging Gaststätte und Hotel

#### Tourismus
In Waging gibt es eine große Anzahl an Übernachtungsmöglichkeiten. Am Waginger und Tachinger See gibt es auch große Campingplätze.

## Söhne und Töchter
- Bernhard von Waging (* um 1400; † 1472), Schriftsteller und Benediktiner
- Ludwig Felber (* 1903; † 1937), Mannschaftsmitglied der LZ 129 „Hindenburg“[10]
- Lothar Zagrosek (* 1942), Dirigent
- Sigmund Bonk (* 1959), Philosoph, Professor, Diakon, Autor und Direktor des Akademischen Forums Albertus Magnus im Bistum Regensburg
- Sepp Daxenberger (* 1962; † 2010), Grünen-Fraktionsvorsitzender im bayerischen Landtag und von 1996 bis 2008 Bürgermeister von Waging